# Canvas plano

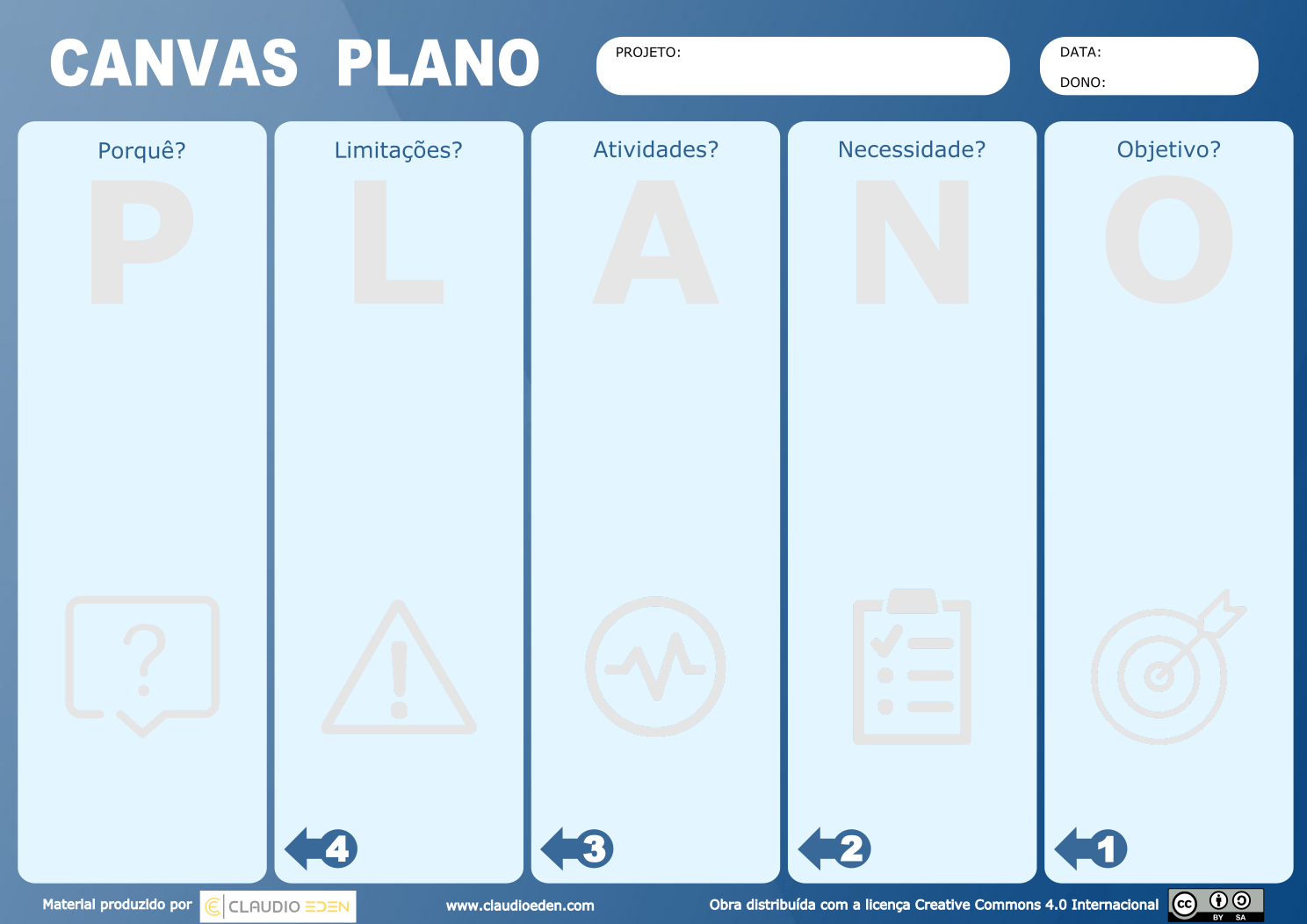
CanvasPLANO-A3 color-90dpi

O Business Model Canvas ou "Quadro de Plano" é uma ferramenta de apoio ao gerenciamento de projetos, que permite de maneira  prática, esboçar, visualizar e desenvolver modelos de negócio, novos ou já existentes. É um mapa visual pré-formatado em dois pilares: Metodologia LEAN e Modelo Mental "Comece Pelo Fim" , portanto, contém apenas 05 (cinco) blocos a ser preenchidos.
Alexander Osterwalder, um teórico suíço autor do livro Business Model Generation idealizou o quadro de modelo de negócio que acabou derivando diversos outros quadros (canvas) para as mais diversas aplicações.
O Canvas também funciona bem como uma ferramenta de comunicação, para divulgar e disseminar o planejamento de um projeto de maneira visual isoladamente ou dando apoio a outras ferramentas de planejamento mais específicos, como planejamento financeiro, planejamento de riscos, etc., que servem como desdobramento  de algumas das atividades listadas no canvas.

## O Canvas Plano
“Se você quer algo novo, você precisa parar de fazer algo velho"
Peter F. Drucker
O preenchimento, baseado no Modelo Mental "Comece Pelo Fim" é realizado na sequência inversa visando facilitar o raciocínio, ou seja, inicia-se no quadro mais ä esquerda indo para a direita. 
O ideal é usar um canvas para cada projeto, mas há casos que pode ser possível ou preciso, utilizar a coluna Objetivos para dois ou mais itens, desde que estes tenham ligações entre si. 

## Preenchendo o Canvas

### Quadro O - "Objetivo?"
A quinta coluna (a letra O da palavra plano).
- O que é:
  - É o primeiro quadro a ser preenchido onde deverá ser anotado qual o objetivo do projeto.

- Modo de preencher:
  - Descreva de maneira curta e objetiva qual é o seu principal objetivo.

### QuadroN - "Necessidades?"
A quarta coluna (a letra N da palavra plano).
- O que é:
  - É o quarto quadro do canvas e o segundo a ser preenchido. Nessa coluna fica a lista de necessidades para atingir o objetivo informado.

- Modo de preencher:
  - Olhando para o seu objetivo, pense e descreva todas as necessidades que consiga enxergar para atingir aquele objetivo.

### QuadroA - "Atividades?"
A terceira coluna (a letra A da palavra plano).
- O que é:
  - É o terceiro quadro do canvas e o terceiro a ser preenchido. Nessa coluna fica a lista de atividades a se realizar para resolver as necessidades listadas.

- Modo de preencher:
  - Olhando agora somente para a coluna atividades, informe uma ou mais atividade necessária para conseguir satisfazer àquela necessidade.

### QuadroL - "Limitações?"
A segunda coluna (a letra L da palavra plano).
- O que é:
  - É o segundo quadro do canvas e o quarto a ser preenchido. Nessa coluna fica a lista de limitações que podem ser impeditivas ou dificultadoras para a realização das atividades listadas.

- Modo de preencher:
  - Olhando agora somente para a coluna de Atividades, procure encontrar e descrever toda e qualquer limitação, sem julgamento, que possa impedir que as atividades aconteçam.

### QuadroP - "Porquê?"
A primeira coluna (a letra P da palavra plano).
- O que é:
  - É a primeiro quadro do canvas e o quinto a ser preenchido. Nessa coluna fica O PORQUÊ de fazer tudo que foi listado, o motivo pelo qual valha a pena insistir no projeto.

- Modo de preencher:
  - Olhando para o quadro em geral, coloque com palavras firmes e embasadas, seu desejo real do porque da existência  daquele projeto.

## Aplicação
O Canvas PLANO pode ser impresso em folha tamanho A3 para que um grupos de pessoas comecem a esboçar e discutir elementos do projeto com lembretes em Post-it ou marcadores para quadro branco. Ou em folha tamanho A4 e distribuído entre os participantes ou até mesmo feito sozinho.  
Pode ser aplicado de maneira isolada e pessoal por profissionais liberais e pequenos e médios empresários ou em projetos maiores mas que não exige ou não possui todo um arsenal e recursos para trabalhar com todas as ferramentas utilizadas em um projeto normal.  